# مستر كينيث
مستر كينيث (بالإنجليزية: Mr. Kenneth)‏ هو مصفف الشعر أمريكي، ولد في 19 أبريل 1927 في سيراكيوز في الولايات المتحدة، وتوفي في 12 مايو 2013 في وابينغرز في الولايات المتحدة.